# Disocactus eichlamii
Disocactus eichlamii är en kaktusväxtart som först beskrevs av Weing., och fick sitt nu gällande namn av Nathaniel Lord Britton och Joseph Nelson Rose. Disocactus eichlamii ingår i släktet Disocactus och familjen kaktusväxter. Inga underarter finns listade i Catalogue of Life.